# Old MacDonald Had a Farm
Old MacDonald Had a Farm (manchmal zu Old MacDonald abgekürzt und auf Deutsch auch als Old MacDonald hat ’ne Farm oder Onkel Jörg hat einen Bauernhof bekannt) ist ein traditionelles Kinderlied und ein Kinderreim über einen Bauern namens Old MacDonald oder Onkel Jörg und die verschiedenen Tiere, die er auf seinem Hof hatte. Jede Strophe des Liedes ändert den Namen des Tieres und seinen jeweiligen Klang. Wenn der Vers zum Beispiel eine Kuh als Tier verwendet, dann würde muh als Laut des Tieres verwendet werden. In vielen Versionen ist das Lied kumulativ, wobei die Tiergeräusche aus allen früheren Versen zu jedem nachfolgenden Vers hinzugefügt werden.

## Text

### Englisch
Old MacDonald had a farm,

Ee-aye, ee-aye, oh

And on his/that farm he had a [Tiername],

Ee-aye, ee-aye, oh

With a [Tiergeräusch ×2] here and a [Tiergeräusch ×2] there

Here a [Tiergeräusch], there a [Tiergeräusch],

Everywhere a [Tiergeräusch ×2]

Old MacDonald had a farm,

Ee-aye, ee-aye, oh.

### Deutsch
Old MacDonald hat ’ne Farm,

I-ei, i-ei, oooh

Und auf der Farm da gibt’s ein/’ne [Tiername],

I-ei, i-ei, oooh

Mit ’nem [Tiergeräusch ×2] hier und ’nem [Tiergeräusch ×2] da

Hier ein [Tiergeräusch], da ein [Tiergeräusch],

Überall ein [Tiergeräusch ×2]

Old MacDonald hat ’ne Farm,

I-ei, i-ei, oooh.